# Alexander Gregor
Alexander Gregor (* 20. September 1969 in Datteln) ist ein deutscher Schauspieler und Moderator. Er hat Auftritte im Fernsehen sowie in Show- und Musicalproduktionen.

## Leben
Alexander Gregor ist der Sohn eines Kfz-Kaufmannes und einer Verkäuferin und lebte bis zu seinem 25. Lebensjahr in seinem Geburtsort. Dort besuchte er die städtische Realschule und wirkte in Schulaufführungen mit. Sein erster Auftritt vor Publikum waren ein Theaterstück sowie die Moderation der Abschlussveranstaltung seines Jahrgangs 1986. Nach Abschluss der Höheren Handelsschule 1989 diente er bis 1993 bei der Bundeswehr, wo er den Rang eines Stabsunteroffiziers erreichte.
Von 1995 bis 2001 absolvierte er seine Schauspielausbildung bei der 1944 von Joseph Franz Langhanke gegründeten Schauspielschule „Schauspielstudio und Film, Atelier Langhanke“ in Berlin-Zehlendorf als Schüler von Teelke Langhanke. Er beendete die Ausbildung mit den Abschlüssen als Schauspieler und Regieassistent. Bereits während seiner Ausbildung wirkte er in Theaterstücken mit, darunter „Der Haarige Affe“ von Eugene O’Neill, „Die Glasmenagerie“ von Tennessee Williams und „Salomé“ von Oscar Wilde. Hinzu kamen Arbeiten mit Stücken von u. a. Anton Tschechow, Friedrich Schiller, Hugo von Hofmannsthal.
Direkt nach seiner Ausbildung wurde er von seinem Schauspielkollegen Frank Kessler gebeten, ihn bei einer Show der im Berliner Estrel Hotel beheimateten Produktionsfirma Stars in Concert zu vertreten. So war sein erster öffentlicher Auftritt im Musical „All you need is Love – Das Beatles Musical“ im Juni 2002 in Ulm. Er spielte die Rollen des „Musikproduzenten Bert Kaempfert“, „Peter Eckhorn“ und des „Roadies Raymond“. Seinen ersten Fernsehauftritt hatte er 1998 in der ARD-Produktion Dr. Sommerfeld – Neues vom Bülowbogen. 2020 wirkte er im Musikvideo "Außer Kontrolle" des Rappers Kontra K mit, ab 2021 sah man ihn im Ebay-Werbefilm "Ein Autoleben", der in zwei Schnittfassungen über 20.000.000 Aufrufe hat.
Seit 2002 wirkt Gregor regelmäßig in Produktionen von Stars-in-Concert-Produktionen (Produzent Bernhard Kurz) als Schauspieler und Moderator. Darunter finden sich „All you need is Love – Das Beatles Musical“, „Thank you for the Music – die ABBA Story“, „Elvis – Das Musical“  und „Rock around the clock – das Fifties Special“. Seit 2018 moderiert Gregor die Show „Stars in Concert“ als interaktiver Moderator auf der Videoleinwand. Die Show „That`ll be the Day – das Buddy Holly Musical“ schrieb und inszenierte Gregor zusammen mit dem Musiker Ian Wood im Auftrag von Bernhard Kurz.
Seit 2003 beschäftigt sich Alexander Gregor zusätzlich beruflich mit Oldtimern. Vor allem tritt er als Moderator bei Messen, Rallyes und Ausfahrten in Erscheinung, seit 2022 ist er zudem Standortleiter der Motorworld Manufaktur Berlin.

## Filmografie (Auswahl)
- 1998: Dr. Sommerfeld – Neues vom Bülowbogen (Fernsehserie, eine Folge)
- 1999: Kleine Kreise[6]
- 2002: Befreite Zone[7]
- 2005: Lohn Deiner Angst[8]
- 2007: Making Art (Kurzfilm)
- 2007: Bulle brennt (Kurzfilm)
- 2007: After the Vernissage (Kurzfilm)
- 2008: Able (englisch)[9]
- 2009: Making of Süße Stuten 7
- 2010: Kollegium-Klassenkampf im Lehrerzimmer (Fernsehserie, 12 Folgen)
- 2010: Für die ehrlichen Momente (Werbefilm)
- 2011: Making of Süße Stuten 8
- 2011: Dr. Steinhauer (Webserie, 12 Folgen)
- 2014: Aktenzeichen XY … ungelöst (Fernsehsendung, eine Folge)
- 2014: Paradies (Kurzfilm)
- 2017: Aktenzeichen XY – gelöst! (Fernsehsendung, eine Folge)[10]
- 2017: Skoda Clever (Werbefilm)[11]
- 2019: Aurel, die Serie[12]
- 2019: Deutsche Bahn – SSC Palmberg (Imagefilm)[13]
- 2021: Ebay – Ein Autoleben (Werbefilm)[14]
- 2021: Alle glauben fest daran[15] (Kurzfilm)
- 2022: Letzte Spur Berlin (Fernsehserie, eine Folge)